# Trọng Trinh
Trọng Trinh (sinh ngày 9 tháng 1 năm 1957) là một nam diễn viên, đạo diễn người Việt Nam. Ông từng tham gia rất nhiều bộ phim, và được xem là một trong những nghệ sĩ gạo cội của điện ảnh Việt Nam. Ông đã được phong tặng danh hiệu Nghệ sĩ Nhân dân vào năm 2019.

## Tiểu sử
Trọng Trinh tên đầy đủ là Nguyễn Trọng Trinh, sinh ngày 9 tháng 1 năm 1957 tại xã Nam Trung, huyện Nam Đàn, tỉnh Nghệ An. Cha ông là một cán bộ của Bộ Văn hóa (nay là Bộ Văn hóa, Thể thao và Du lịch), vì vậy gia đình ông sống trong một khu tập thể dành cho văn nghệ sĩ. Từ nhỏ ông đã được tiếp xúc với nghệ thuật sân khấu. Ông đã thi đỗ vào lớp diễn viên sân khấu khoá 1 của Nhà hát Kịch Trung ương và tốt nghiệp loại ưu với vai diễn Côlêxốp trong vở kịch "Cuộc chia tay tháng 6" do Nghệ sĩ Nhân dân Trọng Khôi dàn dựng.

## Cuộc đời nghệ thuật

### Văn nghệ trong quân ngũ
Ngày 8 tháng 9 năm 1982, 8 ngày sau khi ra trường, ông và 3 người bạn khác là các Nghệ sĩ Nhân dân Trung Anh, Đỗ Kỷ, Quốc Khánh và Việt Thắng đã cùng nhau nhập ngũ trong giai đoạn Xung đột Việt–Trung 1979–1991. Sau 3 tháng được được huấn luyện ở Quảng Ninh, cả bốn người được phân về Đại đội Vệ binh Sư đoàn 323. Trong quá trình huấn luyện trong quân ngũ, 4 nghệ sĩ đã thường xuyên tham gia các hoạt động văn nghệ từ cấp trung đoàn đến đặc khu, giành giải Nhì trong hội diễn nghệ thuật toàn quân ở Thành phố Hồ Chí Minh cho đặc khu Quảng Ninh. Mặc dù không được đào tạo chuyên nghiệp nhưng Trọng Trinh đã đứng ra biên đạo múa cho Sư đoàn.
Đầu năm 1984, ông cùng 3 người bạn được mời tham gia bộ phim về đề tài chiến tranh mang tên "Trừng phạt" của Nghệ sĩ Nhân dân Bạch Diệp. Về sau, ông còn từng tham gia các bộ phim khác của đạo diễn Bạch Diệp như Hoa ban đỏ, Lặng lẽ tuổi trăng tròn, Nguyễn Thị Minh Khai. Đến cuối năm, do có nhiều thành tích và nhu cầu từ các đơn vị nghệ thuật, 4 người được cấp trên cho phép ra quân sớm hơn dự định để phục vụ công tác biểu diễn.

### Sự nghiệp diễn viên
Từ sau khi xuất ngũ, ông gây ấn tượng với khán giả qua nhiều vai diễn trong các vở kịch sân khấu như Hão, Nhân danh công lý, Ngụ ngôn năm 2000. Đến năm 1989, ông tiếp tục gây ấn tượng mạnh với khán giả nhờ vai chiến sĩ công an Nam Hà trong bộ phim điện ảnh Săn bắt cướp của đạo diễn Trần Phương. Trong thập niên 1980 và 1990, thời kỳ bùng nổ của phim video, ông đã tham gia nhiều bộ phim như Hai năm nữa anh về, Người đàn bà nghịch cát, Gánh hàng hoa, Người rừng. Năm 2004, ông đảm nhiệm vai Lâm, một trong ba nhân vật chính, trong bộ phim Tiếng cồng định mệnh. Đây là một bộ phim sử thi gây được tiếng vang lớn thời bấy giờ của Hãng phim Quân đội nhân dân Việt Nam.
Từ giữa thập niên 1990, ông liên tiếp tạo ra dấu ấn trong nhiều bộ phim được chiếu trên các kênh của Đài Truyền hình Việt Nam, như vai diễn Tổng Bí thư Lê Hồng Phong trong một bộ phim về nữ chiến sĩ cách mạng Nguyễn Thị Minh Khai vào năm 1996 hay bộ phim Gió qua miền tối sáng về đề tài HIV/AIDS vào năm 1998. Từ những năm đầu thế kỷ 20, ông trở thành một trong những gương mặt quen thuộc của khán giả Đài Truyền hình Việt Nam thông qua những vai diễn có tính "đào hoa". Ông liên tiếp góp mặt trong nhiều bộ phim được yêu thích của VTV như Mưa bóng mây, Nhật ký Vàng Anh, Khúc hát mặt trời, Tuổi thanh xuân, Tình khúc bạch dương, Chạy trốn thanh xuân.
Từ năm 2019, các bộ phim ông đóng vai quan trọng đều gây được tiếng vang lớn trong dư luận Việt Nam như Nàng dâu order, Tình yêu và tham vọng, Lửa ấm, đặc biệt là Sinh tử và Hãy nói lời yêu. Sinh tử là một bộ phim chính luận thuộc loạt phim Cảnh sát hình sự nổi tiếng. Ngay từ khi ra mắt, bộ phim đã nhận được sự quan tâm đặc biệt khi làm về đề tài chống tham nhũng và có sự tham gia của nhiều diễn viên gạo cội. Trong Sinh tử, ông vào vai nhân vật chính là Bí thư Thành ủy Văn Thành Nhân. Theo Trọng Trinh, đây là "vai diễn khó học lời thoại nhất" trong sự nghiệp diễn viên của ông. Trong suốt quá trình công chiếu, bộ phim luôn nhận được sự chú ý từ dư luận bởi tính thời sự cao.
Hãy nói lời yêu là một bộ phim xoay quanh những mối quan hệ gia đình. Nhân vật ông Tín do Trọng Trinh thủ vai đóng vai trò quan trọng trong việc tạo ra nhiều mâu thuẫn và đẩy bộ phim lên cao trào. Bên cạnh việc nhận được sự quan tâm đặc biệt từ khán giả thì bộ phim cũng gây nhiều tranh cãi khi nội dung dần trở nên quá bi kịch về cuối.

### Trở thành đạo diễn
Năm 1997, ông cho ra mắt bộ phim "Mưa dầm ngõ nhỏ", đây là tác phẩm đầu tiên của ông với vai trò đạo diễn. Mặc dù chỉ mới vào nghề đạo diễn thời gian ngắn, nhưng ông đã nhanh chóng đạt được Giải Vàng trong Liên hoan Phim truyền hình Toàn quốc năm 1998 nhờ bộ phim Sân tranh. Sau đó, ông liên tục gây ấn tượng với khán giả thông qua nhiều bộ phim như Sang sông, Ban mai xinh, Cầu vồng tình yêu. Đặc biệt là từ năm 1999, ông liên tiếp làm đạo diễn và tham gia diễn xuất cho nhiều bộ phim thuộc loạt phim Cảnh sát hình sự nổi tiếng như: Nước mắt của mẹ, Phía sau một cái chết, Tên sát nhân có tài mở khóa. Cũng từ năm 1999, nhiều bộ phim của ông đã trở thành một phần được chờ đợi trong chương trình giải trí vào dịp Tết Nguyên Đán như Theo dấu bích đào, Mừng tuổi, Thế mới là cuộc đời, Đáo Xuân hay Khi tivi nhà tắt tiếng. Năm 2005, ông trở thành đạo diễn của Ban mai xanh, bộ phim đầu tiên mà hai hãng truyền hình lớn của Việt Nam là Trung tâm Phim truyền hình Việt Nam và Hãng phim Truyền hình Thành phố Hồ Chí Minh hợp tác sản xuất.
Năm 2011, ông cho ra mắt bộ phim Cầu vồng tình yêu được chuyển thể từ bộ phim Vinh quang gia tộc nổi tiếng của Hàn Quốc. Mặc dù là phim chuyển thể, nhưng vì có nội dung bám sát vào văn hóa của người Việt mà bộ phim đã nhanh chóng thu hút được nhiều tầng lớp người xem. Không chỉ hấp dẫn người xem mà bộ phim còn từng giữ nhiều kỷ lục nhất trong số những dự án mà Trung tâm Phim truyền hình Việt Nam từng sản xuất, trong đó có kỷ lục bộ phim dài nhất với thời lượng lên đến 85 tập và thu âm trực tiếp toàn bộ phim.
Năm 2016, bộ phim Zippo, mù tạt và em do ông đạo diễn đã thu hút được nhiều sự chú ý từ giới trẻ Việt Nam ngay khi mới lên sóng. Bộ phim đã giành được gần 10 giải thưởng và đề cử ở nhiều hạng mục khác nhau của nhiều lễ trao giải lớn ở Việt Nam, đặc biệt là giải Cánh Diều Vàng cho Phim truyền hình dài tập và giúp Trọng Trinh chiến thắng hạng mục Đạo diễn xuất sắc nhất. Đến năm 2018, bộ phim Cả một đời ân oán của ông cùng đạo diễn trẻ Bùi Tiến Huy tiếp tục tạo nên một "cơn sốt" trong dư luận Việt Nam. Ngoài những bộ phim truyền hình, Trọng Trinh còn là đạo diễn cho chương trình thực tế Bố ơi! Mình đi đâu thế? (phiên bản Việt Nam).
Trước khi về hưu vào 2018, ông giữ vai trò Trưởng phòng Nội dung III của Hãng phim Truyền hình Việt Nam. Tháng 7 năm 2018, ông là 1 trong 4 đạo diễn của Đài truyền hình Việt Nam được đưa vào danh sách xét duyệt danh hiệu Nghệ sĩ Nhân dân, đến tháng 8 năm 2019 thì Chủ tịch nước Việt Nam chính thức có quyết định trao tặng ông danh hiệu này. Tháng 3 năm 2019, Trung tâm Phim truyền hình Việt Nam lần đầu tiên phối hợp với báo Sinh viên Việt Nam tổ chức tuyển chọn diễn viên từ sinh viên tại Hà Nội. Trọng Trinh và một số Nghệ sĩ Nhân dân khác đã đảm nhận vai trò giám khảo trong đợt truyển chọn này.

## Danh sách tác phẩm

### Vai trò đạo diễn
| Năm  | Tên phim                    | Ghi chú                                                                            | Tập | Kênh   | Nguồn                |
| ---- | --------------------------- | ---------------------------------------------------------------------------------- | --- | ------ | -------------------- |
| 1997 | Mưa dầm ngõ nhỏ             | Tác phẩm đầu tay của Trọng Trinh                                                   | 1   | VTV3   | [ 48 ] [ 49 ] [ 50 ] |
| 1998 | Sân tranh                   | Dựa trên truyện ngắn cùng tên của Nguyễn Phan Hách, chiếu vào dịp Tết Nguyên Đán   | 1   | VTV3   | [ 51 ]               |
| 1998 | Vĩ thanh                    |                                                                                    | 1   | VTV3   |                      |
| 1999 | Theo dấu bích đào           | Chiếu vào dịp Tết Nguyên Đán                                                       | 1   | VTV1   |                      |
| 1999 | Nước mắt của mẹ             | Thuộc loạt phim Cảnh sát hình sự                                                   | 4   | VTV3   | [ 52 ] [ 53 ]        |
| 1999 | Nắng hoàng hôn              |                                                                                    | 2   | VTV3   |                      |
| 2000 | Trước thềm thế kỷ           |                                                                                    | 2   | VTV3   |                      |
| 2001 | Ngày hè sôi động            |                                                                                    | 8   | VTV1   | [ 54 ]               |
| 2002 | Mừng tuổi                   | Chiếu vào dịp Tết Nguyên Đán                                                       | 1   | VTV1   |                      |
| 2002 | Sang sông                   | kiêm diễn viên                                                                     | 1   | VTV3   | [ 55 ]               |
| 2003 | Nấc thang mới               |                                                                                    | 8   | VTV3   | [ 56 ] [ 57 ] [ 58 ] |
| 2003 | Phía sau một cái chết       | Thuộc loạt phim Cảnh sát hình sự                                                   | 10  | VTV3   | [ 59 ] [ 60 ] [ 61 ] |
| 2004 | Thế mới là cuộc đời         | Chiếu vào dịp Tết Nguyên Đán                                                       | 1   | VTV1   | [ 62 ]               |
| 2005 | Ban mai xanh                | Bộ phim đầu tiên VFC và TFS hợp tác                                                | 25  | VTV1   | [ 63 ] [ 64 ] [ 65 ] |
| 2006 | Miền quê thức tỉnh          | Chuyển thể từ truyện ngắn cùng tên của nhà văn Trần Vệ Nữ                          | 18  | VTV1   | [ 66 ] [ 67 ] [ 68 ] |
| 2007 | Đáo Xuân                    | Chiếu vào dịp Tết Nguyên Đán                                                       | 1   | VTV1   | [ 69 ] [ 70 ]        |
| 2008 | Khi tivi nhà tắt tiếng      | Chiếu vào dịp Tết Nguyên Đán                                                       | 1   | VTV1   | [ 71 ] [ 72 ] [ 73 ] |
| 2008 | Tên sát nhân có tài mở khóa | Thuộc loạt phim Cảnh sát hình sự                                                   | 10  | VTV1   | [ 74 ]               |
| 2008 | Những người độc thân vui vẻ | Bộ phim sitcom đầu tiên của Đài Truyền hình Việt Nam                               | 170 | VTV3   | [ 75 ] [ 76 ] [ 77 ] |
| 2011 | Cầu vồng tình yêu           | Chuyển thể từ bộ phim Hàn Quốc – Vinh quang gia tộc                                | 85  | VTV3   | [ 78 ] [ 79 ] [ 80 ] |
| 2012 | Tình yêu không hẹn trước    | Chuyển thể từ bộ phim Thái Lan-Mối hận cơ duyên                                    | 40  | VTV3   | [ 81 ] [ 82 ] [ 83 ] |
| 2015 | Mưa bóng mây                | Ban đầu có tên "Ngoại tình", sau đổi thành "Phía sau cung cửa", rồi "Mưa bóng mây" | 37  | VTV1   | [ 84 ] [ 85 ] [ 86 ] |
| 2016 | Zippo, mù tạt và em         | Bộ phim chiến thắng nhiều hạng mục tại các lễ trao giải                            | 36  | VTV3   | [ 87 ] [ 88 ] [ 89 ] |
| 2017 | Mátxcơva - Mùa thay lá      | Chiếu vào dịp Tết Nguyên Đán                                                       | 4   | VTV1   | [ 90 ] [ 91 ] [ 92 ] |
| 2017 | Cả một đời ân oán (phần 1)  | Chuyển thể từ bộ phim nổi tiếng của Đài Loan – Cô dâu bạc triệu                    | 34  | VTV3   | [ 93 ] [ 94 ] [ 95 ] |
| 2018 | Cả một đời ân oán (phần 2)  | Chuyển thể từ bộ phim nổi tiếng của Đài Loan – Cô dâu bạc triệu                    | 38  | VTV3   | [ 96 ] [ 97 ] [ 98 ] |
| 2023 | Gia đình đại chiến (mùa 2)  | Bộ phim sitcom đầu tiên của Đài Truyền hình Việt Nam                               | 100 | VTV3   |                      |
| 2024 | Nữ luật sư                  | Bộ phim đầu tiên quay phim tại phía Nam                                            | 35  | SCTV14 |                      |
| 2024 | Trái tim bất hạnh           |                                                                                    | 34  | SCTV14 |                      |
| 2025 | Đồng hồ đếm ngược           | Đồng đạo diễn với Bùi Tiến Huy                                                     |     | VTV3   |                      |

### Vai trò diễn viên

#### Kịch sân khấu
- Vở Hão – vai Phó tiến sĩ Tiến Tùng.[99]
- Vở Nhân danh công lý – vai Trung úy công an Cường.[99]

#### Phim điện ảnh, phim video
| Năm  | Phim                    | Vai diễn        | Đạo diễn                                            | Nguồn           |
| ---- | ----------------------- | --------------- | --------------------------------------------------- | --------------- |
| 1984 | Trừng phạt              | Trung úy Hiển   | Nghệ sĩ nhân dân Bạch Diệp                          | [ 2 ] [ 100 ]   |
| 1987 | Sương tan               | Kỹ sư Quý       | Nghệ sĩ ưu tú Hà Văn Trọng                          | [ 2 ]           |
| 1988 | Săn bắt cướp            | Năm Hà          | Nghệ sĩ nhân dân Trần Phương                        | [ 101 ] [ 102 ] |
| 1989 | Hai năm nữa anh về      | Nhà sư Minh Tâm | Nghệ sĩ nhân dân Trần Phương                        | [ 2 ] [ 103 ]   |
| 1989 | Người đàn bà nghịch cát | Toàn            | Đỗ Minh Tuấn                                        | [ 104 ]         |
| 1990 | Gánh hàng hoa           | Minh            | Nghệ sĩ Nhân dân Trần Đắc                           | [ 105 ]         |
| 1990 | Người rừng              | Người rừng      | Nghệ sĩ nhân dân Nguyễn Văn Thông                   | [ 106 ]         |
| 1991 | Khát vọng               | Hòa             | Nghệ sĩ nhân dân Nguyễn Khắc Lợi                    | [ 99 ]          |
| 1992 | Chân trời ước mơ        | Giám đốc Thăng  | Nguyễn Hữu Luyện                                    | [ 99 ]          |
| 2004 | Tiếng cồng định mệnh    | Lâm             | Nghệ sĩ ưu tú Lê Thi, Nghệ sĩ ưu tú Nguyễn Khắc Lợi | [ 107 ] [ 108 ] |
| 2021 | Thiên thần hộ mệnh      | Bố của Phương   | Victor Vũ                                           |                 |
| 2022 | Em và Trịnh             | Ngô Đốc Khánh   | Phan Gia Nhật Linh                                  |                 |

#### Phim truyền hình
| Năm  | Phim                               | Vai diễn                      | Đạo diễn                                                   | Kênh | Nguồn           |
| ---- | ---------------------------------- | ----------------------------- | ---------------------------------------------------------- | ---- | --------------- |
| 1994 | Hoa ban đỏ                         | Quán                          | NSND Bạch Diệp                                             | VTV1 | [ 109 ] [ 110 ] |
| 1995 | Với anh, chiến tranh chưa kết thúc | Thắng                         | NSND Khải Hưng                                             | H    |                 |
| 1995 | Mẹ Nết                             | Hòa                           | NSND Phạm Thanh Phong                                      | VTV1 |                 |
| 1995 | Lặng lẽ tuổi trăng tròn            |                               | NSND Bạch Diệp                                             | VTV1 | [ 111 ]         |
| 1995 | Huyền thoại vườn vải               |                               | NSND Khải Hưng                                             | VTV1 |                 |
| 1995 | 12A và 4H                          | Chú Đăng                      | Bùi Thạc Chuyên, Trần Quốc Trọng                           | VTV3 | [ 31 ] [ 112 ]  |
| 1996 | Nguyễn Thị Minh Khai               | Lê Hồng Phong                 | NSND Bạch Diệp                                             | VTV1 | [ 113 ]         |
| 1996 | Những người con của biển           |                               | NSƯT Đặng Tất Bình                                         | VTV3 | [ 114 ]         |
| 1997 | Bong bóng lên trời                 |                               | Đỗ Chí Hướng                                               | VTV3 |                 |
| 1998 | Những nhánh cây đời                |                               | Đới Xuân Việt, Nguyễn Hữu Ứng                              | VTV3 |                 |
| 1998 | Gió qua miền tối sáng              | Bác sĩ Hưng                   | NSND Phạm Thanh Phong                                      | VTV1 | [ 115 ] [ 116 ] |
| 1998 | U Thỏn                             | Thân                          | Lê Tuấn Anh                                                | VTV1 | [ 117 ] [ 118 ] |
| 1998 | Đồng tiền xương máu                |                               | Đinh Đức Liêm                                              | HTV9 |                 |
| 1998 | Vĩ thanh                           | Phúc                          | Trọng Trinh                                                | VTV3 |                 |
| 1999 | Nước mắt của mẹ                    |                               | Trọng Trinh                                                | VTV3 | [ 119 ]         |
| 1999 | Đường về                           |                               | Lê Cường Việt                                              | VTV3 |                 |
| 2000 | Nước mắt đàn ông                   |                               | Đỗ Thanh Hải                                               | VTV3 |                 |
| 2000 | Nơi cơn lũ đi qua                  | Bách                          | NSND Khải Hưng                                             | VTV1 |                 |
| 2001 | Chiều tàn thu muộn                 |                               | NSND Phạm Thanh Phong, NSƯT Vũ Trường Khoa                 | VTV1 |                 |
| 2001 | Tiếng gọi nơi xa thẳm              | Tình                          | Mạc Văn Chung                                              | VTV3 | [ 120 ]         |
| 2002 | Sang sông                          | Đồng đội Thiện                | Trọng Trinh                                                | VTV3 |                 |
| 2003 | Nấc thang mới                      | Ông Lợi                       | Trọng Trinh                                                | VTV3 | [ 121 ]         |
| 2003 | Phía sau một cái chết              | Bình                          | Trọng Trinh                                                | VTV3 | [ 122 ]         |
| 2004 | Lời thề cỏ non                     |                               | Hoàng Lâm                                                  | VTV1 | [ 123 ]         |
| 2005 | Đời chè                            | Huy                           | NSƯT Trần Lực, Đặng Thu Trang                              | VTV3 | [ 124 ]         |
| 2006 | Miền quê thức tỉnh                 | Đạo                           | Trọng Trinh                                                | VTV1 | [ 66 ]          |
| 2006 | Con đường sáng                     | Đào Khanh                     | Phạm Việt Thanh, Nguyễn Ðức Việt                           | H    | [ 125 ]         |
| 2007 | Đột kích                           | Tuấn                          | Vũ Minh Trí                                                | VTV1 |                 |
| 2007 | Nhật ký Vàng Anh (phần 2)          | Bố của Vàng Anh               | Nguyễn Khải Anh                                            | VTV3 | [ 126 ]         |
| 2008 | Tên sát nhân có tài mở khóa        | Trực                          | Trọng Trinh                                                | VTV1 |                 |
| 2011 | Cầu vồng tình yêu                  | Hoàng Sơn                     | Trọng Trinh                                                | VTV3 | [ 127 ]         |
| 2012 | Ông Tơ hai phẩy                    | Ông Trinh                     | NSƯT Nguyễn Danh Dũng                                      | VTV1 | [ 128 ]         |
| 2012 | Những công dân tập thể             | Lung                          | NSƯT Vũ Trường Khoa                                        | VTV1 | [ 129 ]         |
| 2013 | Cô hàng xóm rắc rối                | Phạm Minh                     | Bùi Tiến Huy, Phạm Gia Phương                              | VTV6 | [ 130 ]         |
| 2014 | Mưa bóng mây                       | Tài                           | Trọng Trinh                                                | VTV1 | [ 131 ] [ 132 ] |
| 2014 | Tuổi thanh xuân (phần 1)           | Bố của Linh                   | Nguyễn Khải Anh, Bùi Tiến Huy                              | VTV3 | [ 133 ] [ 134 ] |
| 2015 | Khúc hát mặt trời                  | Ông Khải                      | NSƯT Vũ Trường Khoa                                        | VTV3 | [ 135 ] [ 136 ] |
| 2016 | Zippo, mù tạt và em                | Bố của Huy                    | Trọng Trinh                                                | VTV3 |                 |
| 2016 | Tuổi thanh xuân (phần 2)           | Bố của Linh                   | Nguyễn Khải Anh, Bùi Tiến Huy                              | VTV3 | [ 137 ] [ 138 ] |
| 2017 | Mátxcơva - Mùa thay lá             | Ông Trung                     | Trọng Trinh                                                | VTV1 | [ 139 ]         |
| 2018 | Tình khúc bạch dương               | Tiến                          | NSƯT Vũ Trường Khoa, NSƯT Nguyễn Mai Hiền, Nguyễn Đức Hiếu | VTV1 | [ 140 ]         |
| 2018 | Chạy trốn thanh xuân               | Ông Trường                    | Nguyễn Đức Hiếu, Vũ Minh Trí                               | VTV3 | [ 141 ] [ 142 ] |
| 2019 | Xin chào, người lạ ơi              | Ông Hướng                     | Trịnh Lê Phong                                             | VTV1 | [ 143 ] [ 144 ] |
| 2019 | Về nhà đi con                      | Vai khách mời                 | NSƯT Nguyễn Danh Dũng                                      | VTV1 | [ 145 ] [ 146 ] |
| 2019 | Nàng dâu order                     | Ông Phú                       | Bùi Quốc Việt                                              | VTV3 | [ 147 ] [ 148 ] |
| 2019 | Sinh tử                            | Bí thư Tỉnh ủy Văn Thành Nhân | NSND Khải Hưng, NSƯT Nguyễn Mai Hiền                       | VTV1 | [ 149 ] [ 150 ] |
| 2020 | Tình yêu và tham vọng              | Ông Quân                      | Bùi Tiến Huy                                               | VTV3 | [ 151 ] [ 152 ] |
| 2020 | Lửa ấm                             | Bác sĩ Văn                    | Đào Duy Phúc                                               | VTV1 | [ 153 ] [ 154 ] |
| 2021 | Hãy nói lời yêu                    | Ông Tín                       | Bùi Quốc Việt                                              | VTV3 | [ 155 ] [ 156 ] |
| 2022 | Thông gia ngõ hẹp                  | Ông Khôi                      | Trịnh Lê Phong                                             | VTV3 | [ 157 ] [ 158 ] |
| 2022 | Hành trình công lý                 | Ông Dũng                      | NSƯT Nguyễn Mai Hiền                                       | VTV3 | [ 159 ]         |
| 2023 | Nơi giấc mơ tìm về                 | Ông Sang                      | Trịnh Lê Phong                                             | VTV1 | [ 160 ]         |
| 2023 | Gia đình đại chiến - Mùa 2         | Vai khách mời                 | Trọng Trinh                                                | VTV3 |                 |
| 2023 | Nhà mình lạ lắm                    | Bạn Già Của Ông Hùng          | Đinh Tuấn Vũ                                               | K+   |                 |
| 2024 | Hà Nội trong mắt em                | Ông Minh Vũ                   | Tôn Nguyễn                                                 | H1   |                 |
| 2025 | Lằn ranh                           | Trần Sơn                      | Nguyễn Mai Hiền                                            | VTV1 |                 |

## Danh hiệu
- Nghệ sĩ ưu tú
- Nghệ sĩ Nhân dân (2019)[161][162]

## Giải thưởng
| Năm               | Lễ trao giải                                | Tác phẩm                                    | Hạng mục                        | Kết quả          | Nguồn            |
| Vai trò đạo diễn  | Vai trò đạo diễn                            | Vai trò đạo diễn                            | Vai trò đạo diễn                | Vai trò đạo diễn | Vai trò đạo diễn |
| ----------------- | ------------------------------------------- | ------------------------------------------- | ------------------------------- | ---------------- | ---------------- |
| 1998              | Liên hoan Phim truyền hình Toàn quốc        | Sân tranh                                   | Phim truyện truyền hình         | Giải vàng        | [ 101 ]          |
| 2002              | Liên hoan Phim truyền hình Toàn quốc        | Sang sông                                   | Phim truyện truyền hình         | Giải vàng        | [ 163 ]          |
| 2023              | Giải Cánh diều 2002                         | Sang sông                                   | Phim video                      | Cánh diều Bạc    | [ 164 ]          |
| 2004              | Bình chọn chương trình truyền hình hay nhất | Phía sau một cái chết                       | Phim truyền hình Việt Nam       | Đoạt giải        | [ 165 ]          |
| 2007              | Cuộc thi bình chọn phim truyền hình 2006    | Ban mai xanh                                |                                 | Đề cử            | [ 166 ]          |
| 2015              | Giải Cánh diều 2014                         | Mưa bóng mây                                | Phim truyền hình dài tập        | Bằng khen        | [ 167 ]          |
| 2016              | Ấn tượng VTV                                | Gặp nhau cuối năm                           | Chương trình của năm            | Đoạt giải        | [ 168 ]          |
| 2017              | Ấn tượng VTV                                | Zippo, mù tạt và em (cùng với Bùi Tiến Huy) | Phim truyền hình Ấn tượng       | Đoạt giải        | [ 169 ]          |
| 2017              | Giải Cánh diều 2016                         | Zippo, mù tạt và em (cùng với Bùi Tiến Huy) | Phim truyền hình dài tập        | Cánh diều vàng   | [ 170 ]          |
| 2017              | Giải Cánh diều 2016                         | Zippo, mù tạt và em (cùng với Bùi Tiến Huy) | Đạo diễn xuất sắc               | Đoạt giải        | [ 171 ]          |
| 2017              | Giải Mai Vàng                               | Zippo, mù tạt và em (cùng với Bùi Tiến Huy) | Bộ phim được yêu thích nhất     | Đoạt giải        | [ 172 ]          |
| 2017              | Liên hoan Phim truyền hình Toàn quốc        | Zippo, mù tạt và em (cùng với Bùi Tiến Huy) | Phim truyện truyền hình         | Đề cử            | [ 173 ]          |
| 2018              | Ấn tượng VTV                                | Cả một đời ân oán                           | Phim truyền hình Ấn tượng       | Đoạt giải        | [ 174 ]          |
| Vai trò diễn viên |                                             |                                             |                                 |                  |                  |
| 2015              | Giải Cánh diều                              | Mưa bóng mây                                | Nam diễn viên phụ xuất sắc nhất | Đoạt giải        | [ 167 ]          |
| 2015              | Ấn tượng VTV                                | Mưa bóng mây                                | Nam diễn viên ấn tượng          | Đề cử            | [ 175 ]          |

## Đời tư
Trọng Trinh và người vợ đầu tiên có với nhau 2 người con trai nhưng đến năm 2008 thì hai người kết thúc cuộc hôn nhân kéo dài hơn 20 năm. Sau một thời gian, ông quen người vợ hiện tại là Lan Phương thông qua sự giới thiệu từ bạn bè. Năm 2011, Trọng Trinh kết hôn lần hai với người vợ nhỏ hơn mình 16 tuổi.